# 1876 au théâtre
| Années du théâtre : 1873 - 1874 - 1875 - 1876 - 1877 - 1878 - 1879    |
| Décennies du théâtre : 1840 - 1850 - 1860 - 1870 - 1880 - 1890 - 1900 |

## Pièces de théâtre représentées
- 5 février : Le Prix Martin, comédie d'Eugène Labiche, en collaboration avec Émile Augier, Théâtre du Palais-Royal, Paris
- 24 février : Peer Gynt d'Henrik Ibsen, Christiania Theatre (en), Oslo.
- 31 mars : Le roi dort, féerie-vaudeville d'Eugène Labiche et Alfred Delacour, Théâtre des Variétés, Paris.

## Décès
- 26 janvier : Frédérick Lemaître, acteur français, né le 28 juillet 1800.